# Richard Meade, 4. hrabě z Clanwilliamu
Richard James Meade, 4. hrabě z Clanwilliamu (anglicky Richard James Meade, 4th Earl of Clanwilliam, 4th Viscount Clanwilliam, 4th Baron Gilford, 2nd Baron Clanwilliam, 7th Baronet Meade of Meadstown) (3. října 1832 – 4. srpna 1907 Badgemore House, Oxfordshire, Anglie) byl britský admirál. U Royal Navy sloužil od svých třinácti let a vynikl statečností ve válkách druhé poloviny 19. století, již v roce 1859 dosáhl hodnosti kapitána. Mimo aktivní službu na moři se uplatnil také v námořní administraci ve vládě. Jako příslušník starobylé šlechty a dědic peerského titulu byl od roku 1879 členem Sněmovny lordů. Svou kariéru završil jako velitel přístavu Portsmouth (1891–1894) a nakonec v roce 1895 dosáhl nejvyšší možné hodnosti velkoadmirála.

## Životopis

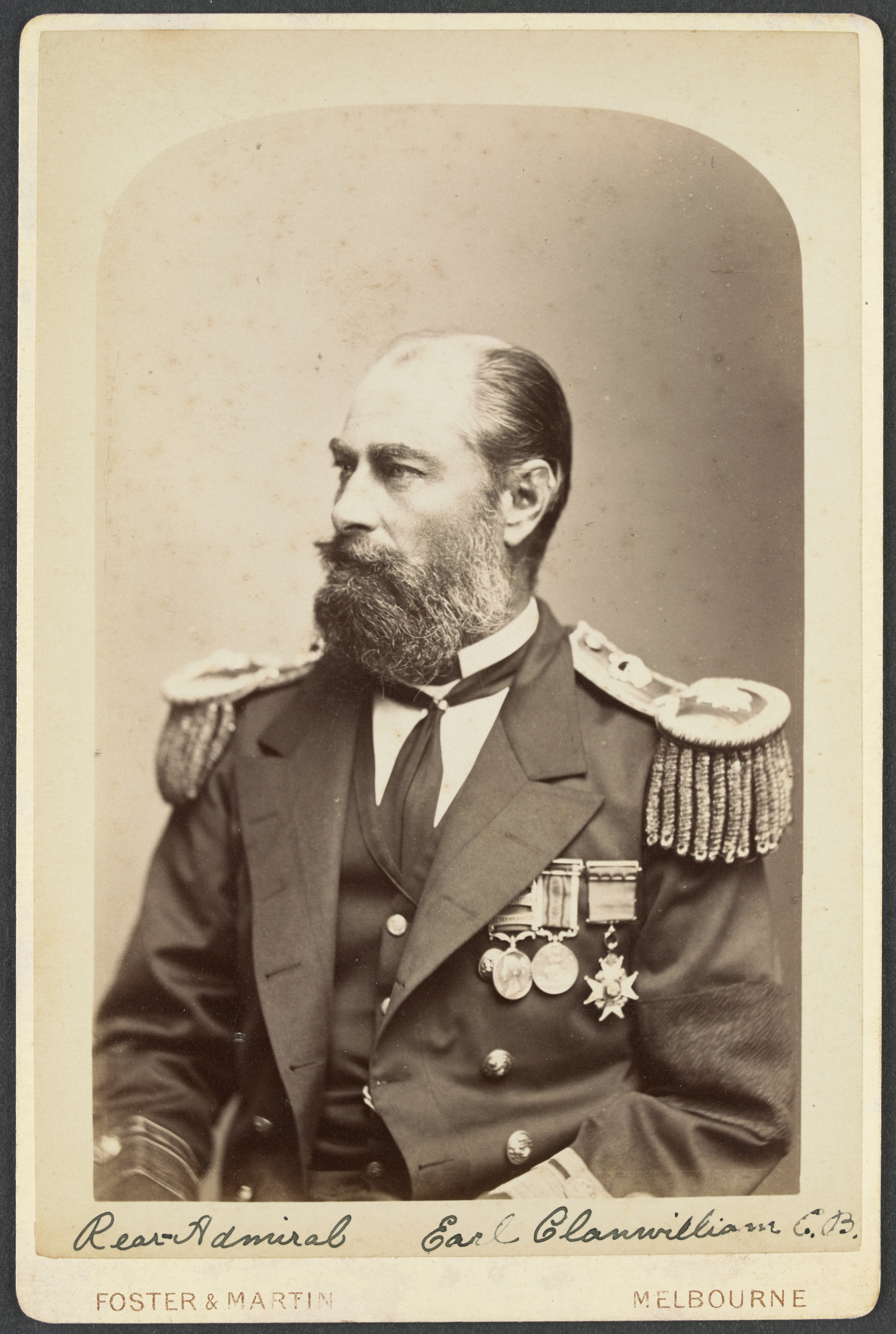
Kontradmirál Richard Meade, 4. hrabě z Clanwilliamu jako velitel v Austrálii (1881)

Pocházel ze starého šlechtického rodu Meade připomínaného od 15. století v Irsku. Narodil se jako nejstarší ze čtyř synů diplomata Richard Meade, 3. hrabě z Clanwilliamu (1795–1879), a Elizabeth Herbertové (1809–1858), dcery 11. hraběte z Pembroke, po babičkách Marii Karolíně, rozené Thun-Hohensteinové (1769–1804) a Kateřině, rozené Voroncovové (1783–1856) měl také příbuzenské vazby na rakouskou a ruskou šlechtu, jeho bratranci byli například čeští politici Jindřich Jaroslav Clam-Martinic a Richard Clam-Martinic. Studoval v Etonu a v roce 1845 vstoupil do námořnictva. Již ve dvaceti letech byl poručíkem (1852), za krymské války sloužil v Baltském moři. V roce 1856 byl převelen do Číny, kde bojoval proti pirátům a v roce 1858 byl vážně zraněn během druhé opiové války, za zásluhy vzápětí obdržel hodnost komandéra.
V roce 1859 byl povýšen na kapitána, poté sloužil v Tichomoří a v Lamanšském průlivu, kde byl v letech 1868–1871 velícím důstojníkem bitevní lodi HMS Hercules. V letech 1872–1876 zastával funkci námořního pobočníka královny Viktorie a v letech 1874–1880 byl v Disraeliho vládě mladším námořním lordem. Mezitím byl v roce 1876 povýšen na kontradmirála a v roce 1877 obdržel Řád lázně. V roce 1879 po otci zdědil peerské tituly (do té doby jako jeho dědic užíval titul barona Gilforda). Členem Sněmovny lordů byl s britským titulem 2. barona Clanwilliama, protože vyšší a starší titul 4. hraběte z Clanwilliamu platil pouze pro Irsko. Od roku 1879 do pádu Disraeliho vlády byl druhým námořním lordem. Poté se vrátil do aktivní služby na moři, působil u břehů Austrálie a v roce 1881 dosáhl hodnosti viceadmirála, jeho vlajkovou lodí byla v té době HMS Inconstant. V roce 1882 získal Řád sv. Michala a sv. Jiří a v letech 1885–1886 byl vrchním velitelem námořní základny v severní Americe a Karibiku (Commander-in-Chief, North America and West Indies Station). V roce 1886 byl jmenován admirálem a v roce 1887 získal komandérský kříž Řádu lázně. Jako vrchní velitel v Portsmouthu (1891–1894) vztyčil svou vlajku na slavné lodi HMS Victory. V roce 1895 obdržel velkokříž Řádu lázně a téhož roku dosáhl nejvyšší možné hodnosti velkoadmirála (Admiral of the Fleet). Do penze odešel v sedmdesáti letech (1902).

## Rodina
Jeho manželkou byla od roku 1867 Elizabeth Henrietta Kennedy (1843–1925), dcera důstojníka a koloniálního guvernéra Sira Arthura Kennedyho. Nejstarší syn Richard Charles Meade, lord Gilford (1868–1905), zemřel ještě před otcem, dědicem titulů se stal mladší syn Arthur Vesey Meade, 5. hrabě z Clanwilliamu (1873–1953), který sloužil v armádě. Další syn Herbert (1875–1964) dosáhl u námořnictva hodnosti viceadmirála a užíval příjmení Meade-Fetherstonhaugh. Dcera Adelaide (1877–1960) byla manželkou admirála Sira Stanleye Colvilla (1861–1939).
Richardův mladší bratr Sir Robert Meade (1835–1898) působil u královského dvora a v diplomacii, nakonec byl stálým státním podsekretářem na ministerstvu kolonií (1892–1897). Nejmladší z bratrů Sidney Meade (1839–1917) byl anglikánským knězem, pedagogem a kanovníkem v Salisbury.
Rod Meade původně vlastnil majetky v Irsku v hrabstvích Downshire a Cork, admirál Meade se ale koncem 19. století na penzi usadil na zámku Badgemore House v hrabství Oxfordshire, kde mimo jiné v roce 1905 hostil saskou královnu Karolínu. Na zámku Badgemore House admirál Meade zemřel, pohřben byl v rodové hrobce ve Wiltonu poblíž Salisbury.